# Margusi békeszerződés
A margusi békeszerződés a hunok és a római birodalom között jött létre Margusban, Felső-Moesiában (mai Požarevac, Szerbia). Római részről Plintha római konzul írta alá 435-ben.
A tárgyalások a korabeli leírás szerint lóháton folytak, miután a hunok nem voltak hajlandóak lovukról leszállni, a bizánciak pedig nem akartak a földön állva kisebb méltóságúaknak látszani.

## Tartalma
A szerződés többek között megduplázta (350 font aranyról 700 fontra) az éves hadisarcot, amelyet a rómaiak egy korábbi szerződés alapján fizettek a hunoknak, megtiltotta, hogy a rómaiak szövetségre lépjenek a hunok ellenségeivel, valamint kötelezte őket minden hun–római határon keresztül érkező szökevény hun területre történő visszatoloncolására. 
Amikor 440-ben a rómaiak megszegték a szerződést, Bleda és Attila megtámadta Castra Constantiast, amely egy római erőd és kereskedőhely volt a Duna partján.
Theodosius egyik hadvezérét, Flavius Aspart, küldte Attilához és Bledához, de a tárgyalások nem hoztak eredményt. Attila a közelmúltban feldúlt sírokat mutatott Asparnak, de azt lehetetlen volt megállapítani, hogy ki dúlta fel a sírokat és mit vitt el. Bizonyíték hiányában Aspar megtagadta a püspök kiadatását és azt állította, hogy nincs tudomása arról, hogy hun menekültek római földön bujkálnának Attila és Bleda elől. A hunok ragaszkodtak a követeléseikhez, de Aspar nem engedett, így patthelyzet alakult ki. Aspar visszatért Konstantinápolyba, hogy beszámoljon Theodosiusnak a történtekről, de úgy tűnik, hogy nem tartott hun támadástól. A szóban forgó menekültek olyan hunok voltak, akik Attila uralma elől menekültek el, és Attila szerette volna visszakapni őket mielőtt felkelést szítanának ellene. Mint végül kiderült, voltak római területen élő menekültek (akiket később át is adtak a hunoknak) és a püspök, akinek Attila a kiadatását követelte, valószínűleg tényleg bűnös volt a sírrablások ügyében és később árulást követett el, Margus városát is a hunok kezére játszotta, szóval Aspar jobban járt volna, ha simán kiadja a püspököt és a menekülteket.
Mivel nem ez történt, a hunok szemében a rómaiak megszegték a szerződést, így Attila felkészült a háborúra. Miközben Aspar i. sz. 441 nyarán Konstantinápoly felé tartott, Attila és Bleda seregei betörtek a határ menti területekre és kifosztották Illyricum provincia városait, amelyek virágzó római kereskedelmi központok voltak egyben. Ezután margusi békeszerződést semmibe véve, Margus városa ellen vonultak és lerombolták (a püspök segítségével, aki kinyitotta nekik a kaput). II. Theodosius (i. sz. 401-450) ezek után semmisnek nyilvánította a szerződést és visszahívta a római csapatatokat provinciákból, hogy megállítsa a hunok pusztítását. Attila és Bleda válasza az ellenség teljes lerohanása volt, útközben pedig kifosztották, majd lerombolták a római városokat, és 20 mérföldre megközelítették Konstantinápolyt, a római fővárost. Naissus városát, Nagy Konstantin szülőhelyét, porig rombolták, és a város nem is épült újjá a következő évszázadban.

## Fordítás
Ez a szócikk részben vagy egészben  a   Treaty of Margus című angol Wikipédia-szócikk ezen változatának fordításán alapul.  Az eredeti cikk szerkesztőit annak laptörténete sorolja fel. Ez a jelzés csupán a megfogalmazás eredetét és a szerzői jogokat jelzi, nem szolgál a cikkben szereplő információk forrásmegjelöléseként.